# 日向亘
日向 亘（ひゅうが わたる、2004年3月18日 - ）は、日本の俳優。群馬県出身。ホリプロ所属。

## 略歴
2019年、14歳のときにホリプロが開催した「メンズスターオーディション」で6468人の中からグランプリに選ばれ、ホリプロに所属。
2020年5月、オーディションの副賞でもあった映画とドラマの連動作品『太陽は動かない』で俳優デビューを飾る。10月、カンテレ･フジテレビ系『姉ちゃんの恋人』で主人公・安達桃子（有村架純）の弟・次男安達優輝役で地上波連続ドラマ初出演。
2021年、特撮テレビドラマ『仮面ライダーリバイス』にて五十嵐大二 / 仮面ライダーライブ役で出演。
2023年、NHK大河ドラマ第62作どうする家康に真田信繁役で大河ドラマ初出演。

## 人物
- 兄弟の末っ子[5]。
- 日向亘は芸名で、「亘」という名前は「多くの場面で活躍し、たくさんの人に知られる存在になってほしい」という意味と、「一日一つ」と読めることから「実直に一つ一つのことを取り組んで大成してほしい」との願いが込められている[6]。
- 仮面ライダーシリーズは『仮面ライダー電王』から『仮面ライダーフォーゼ』まで観ており、そのころからヒーローになりたいという気持ちがあったという[5]。

## 出演

### テレビドラマ
- 太陽は動かない -THE ECLIPSE- 第4話（2020年6月14日、WOWOW） - 鷹野一彦（高校時代） 役[8]
- 姉ちゃんの恋人（2020年10月27日 - 12月22日、関西テレビ・フジテレビ） - 安達優輝 役[9]
- 仮面ライダーリバイス（2021年9月5日 - 2022年8月28日、テレビ朝日） - 五十嵐大二 / 仮面ライダーライブ / 仮面ライダーホーリーライブ / 仮面ライダーエビリティライブ / カゲロウ / 仮面ライダーエビル 役[10][11]
- Get Ready!（2023年1月8日 - 3月12日、TBS） - 白瀬剛人 役[12][13]
- ペンディングトレイン-8時23分、明日 君と（2023年4月21日 - 6月23日、TBS） - 江口和真 役[14][15]
- 大河ドラマ どうする家康 第33回 - 最終回（2023年8月27日 - 12月17日、NHK） - 真田信繁 役[16]
- 君となら恋をしてみても（2023年10月6日 - 11月3日、毎日放送） - 主演・山菅龍司 役（大倉空人とダブル主演）[17]
- うちの弁護士は手がかかる（2023年10月13日 - 12月22日、フジテレビ） - 岩渕亮平 役[18][19]
- マルス-ゼロの革命- 第2話・第6話 - 最終話（2024年1月30日・2月27日 - 3月19日、テレビ朝日） - 不破壮志 役[20]
- GTOリバイバル（2024年4月1日、関西テレビ・フジテレビ） - 宇野晴翔 役[21]
- JKと六法全書（2024年4月19日 - 6月7日、テレビ朝日） - 渡辺悠 役[22]
- デスゲームで待ってる（2024年10月25日 - 12月27日、関西テレビ） - 主演・戸村匠真 役[23][24]
- 下山メシ 高崎篇（2025年6月27日、テレビ東京） - カイト 役[25]
- 僕達はまだその星の校則を知らない（2025年7月14日 - 、関西テレビ・フジテレビ） - 藤村省吾 役[26]

### 映画
- 太陽は動かない（2021年3月5日公開、ワーナー・ブラザース映画） - 鷹野一彦（高校時代） 役[27]
- 仮面ライダーシリーズ
  - 劇場版 仮面ライダーリバイス（2021年7月22日公開、東映） - 五十嵐大二 役
  - 仮面ライダー ビヨンド・ジェネレーションズ（2021年12月17日公開、東映） - 五十嵐大二 / 仮面ライダーライブ 役[28]
  - 劇場版 仮面ライダーリバイス バトルファミリア（2022年7月22日公開、東映） - 五十嵐大二 / カゲロウ / 仮面ライダーライブ / 仮面ライダーエビル 役[29]
  - 仮面ライダーギーツ×リバイス MOVIEバトルロワイヤル（2022年12月23日公開、東映） - 五十嵐大二 / 仮面ライダーライブ 役[30]

### CM
- ユニバーサル・スタジオ・ジャパン「ユニ春」（2023年1月26日 - ）[31]

### 配信ドラマ
- 仮面ライダーシリーズ
  - 仮面ライダーリバイス The Mystery（ザ・ミステリー）（2022年1月30日 - 2月27日、TELASA） - 五十嵐大二 役[32]
  - リバイスレガシー 仮面ライダーベイル 第1・5話（2022年3月27日・5月22日、東映特撮ファンクラブ） - 五十嵐大二 役
  - 『劇場版 仮面ライダーリバイス』スピンオフ配信ドラマ『Birth of Chimera』（2022年7月22日、東映特撮ファンクラブ）[33]
  - 仮面ライダージュウガVS仮面ライダーオルテカ（2023年4月30日・5月7日、東映特撮ファンクラブ） - カゲロウ / 五十嵐大二 役
- うちの弁護士は手がかかる #0（2023年10月13日 - 、FOD） - 主演・岩渕亮平 役[34]

### オリジナルビデオ
- 仮面ライダーシリーズ
  - てれびくん超バトルDVD 仮面ライダーリバイス コアラVSカンガルー!!結婚式のチューしんで愛をさけぶ!?（2022年） - 五十嵐大二 / カゲロウ 役
  - DEAR GAGA（2022年） - 五十嵐大二 役
  - てれびくん超バトルDVD 仮面ライダーリバイス 2号ライダーはじめました～♪（2022年） - 五十嵐大二 / カゲロウ 役
  - リバイスForward 仮面ライダーライブ&エビル&デモンズ（2023年5月10日、東映ビデオ） - 主演・五十嵐大二 / カゲロウ / 仮面ライダーライブマーベラス / 仮面ライダーエビルマーベラス 役（小松準弥とW主演）[35][36]

### ゲーム
- 仮面ライダーバトル ガンバライジング（2021年、アーケード） - 仮面ライダーエビル / 仮面ライダーライブ 役[37]
- 仮面ライダーバトル ガンバレジェンズ（2023年、アーケード） - 仮面ライダーエビル / 仮面ライダーライブ 役

### 玩具
- 仮面ライダーリバイス DXフィフティゲイルバイスタンプ（2022年12月）
- 仮面ライダーリバイス DXメモリアルバイスタンプ セレクション02 五十嵐大二&カゲロウ&ヒロミセット（2023年2月）

### イベント
- Seventeen夏の学園祭2023（2023年8月23日、東京ドームシティ プリズムホール）[38]

## ディスコグラフィ

### キャラクターソング
| 発売日        | 商品名 | 歌                                                                       | 楽曲                | 備考                                                                                     |
| ------------- | --- | ------------------------------------------------------------------------ | ------------------- | ---------------------------------------------------------------------------------------- |
| 2022年9月21日 | 仮面ライダーリバイス SONG BEST                                                                                              | 五十嵐一輝（前田拳太郎）、五十嵐大二（日向亘）、五十嵐さくら（井本彩花） | 「Go with the flo」 | テレビドラマ『仮面ライダーリバイス』挿入歌                                               |
| 2022年9月21日 | 仮面ライダーリバイス SONG BEST                                                                                              | 五十嵐大二&カゲロウ（日向亘）                                            | 「Mirage Mirror」   | テレビドラマ『仮面ライダーリバイス』挿入歌                                               |
| 2023年5月10日 | 『リバイスForward 仮面ライダーライブ&エビル&デモンズ DXジャイアントスパイダー&メガバットバイスタンプセット版』付属 主題歌CD | 五十嵐大二（日向亘）、門田ヒロミ（小松準弥）                             | 「Come Alive」      | オリジナルビデオ『リバイスForward 仮面ライダーライブ&エビル&デモンズ』オープニングテーマ |
| 2023年5月10日 | 『リバイスForward 仮面ライダーライブ&エビル&デモンズ DXジャイアントスパイダー&メガバットバイスタンプセット版』付属 主題歌CD | #ナイスファミリバ                                                        | 「Love yourself」   | オリジナルビデオ『リバイスForward 仮面ライダーライブ&エビル&デモンズ』主題歌             |

## 書籍

### フォトブック
- 日に向かって、（2025年9月10日発売予定、ワニブックス）[39]ISBN 978-4-8470-8611-3

### ユニットメンバー
1. ↑  前田拳太郎、日向亘、井本彩花、濱尾ノリタカ、浅倉唯、関隼汰、八条院蔵人、小松準弥